# José María Benito del Valle
José María Benito del Valle Larrinaga (Bilbao, 16 de enero de 1927 - Algorta, 15 de mayo de 2011) fue un economista y empresario español. Participó en 1952 en la creación de Ekin y, posteriormente, de Euskadi Ta Askatasuna (ETA).

## Biografía
Cuando era estudiante de económicas en 1952 participó en la fundación de Ekin, entonces un grupo de reflexión, junto con Julen Madariaga, Txillardegi, Manu Agirre, Iñaki Gaintzarain, Alfonso Irigoyen, Rafa Albisu e Iñaki Larramendi. La principal tarea de este grupo era estudiar los movimientos intelectuales europeos de vanguardia y la historia vasca y organizar cursos y conferencias de la historia, la lengua y las tradiciones de Euskal Herria. Unos años más tarde se unieron con las juventudes del Partido Nacionalista Vasco (EGI). Aun así, las relaciones con el PNV fueron difíciles, a pesar de las conversaciones que mantuvieron con Luis María Retolaza y Mikel Isasi.
En septiembre de 1956 Benito del Valle y Julen Madariaga participaron en el Congreso Mundial Vasco de París donde presentaron una ponencia firmada por Ekin que consistía en un informe sobre la situación de la juventud vasca en España. Esto y la desconfianza con la organización del PNV denominada «Servicios» (que colaboraba con la CIA) enturbiaron las relaciones entre ambos grupos y finalmente en 1958 Juan de Ajuriaguerra decidió expulsar del PNV y EGI a Benito del Valle por su «espíritu de rebeldía e indisciplina». A continuación, fueron expulsados todos los otros miembros de Ekin. Los expulsados fundarían Euskadi Ta Askatasuna (ETA) en la Navidad de 1958. Benito del Valle también colaboró en la fundación de la revista Branka, en la que publicó artículos de economía.
Benito del Valle fue detenido en 1960 y encarcelado durante un tiempo, y se exilió en Francia. Instalado en el País Vasco francés, en 1964 el ministro del Interior francés le prohibió, junto con Julen Madariaga, Txillardegi y Eneko Irigarai, residir en los departamentos fronterizos. Fue entonces cuando decidió marcharse un tiempo a Venezuela. Madariaga e Irigaray optaron por Argelia.
Tras la celebración de la V Asamblea de ETA en 1967, Benito del Valle, Txillardegi y Xabier Imaz mandaron una carta al Comité Ejecutivo de la banda dándose de baja en la organización y denunciando que se había impuesto manu militari en la organización el marxismo-leninismo.
Benito del Valle volvió a España, al País Vasco, gracias al primer decreto de amnistía aprobado por el gobierno español el 28 de junio de 1976. En 1982 se estableció en Algorta, donde se dedicó a la actividad empresarial hasta su muerte.